# 萊茵蘭雜種
萊茵蘭雜種（德語：Rheinlandbastard），是威瑪共和國和納粹德國的一個貶義詞，用來形容黑人和德國人的混血兒。他們出现是因法國的黑人駐軍在第一次世界大戰後駐紮在萊茵河，根據納粹的種族理論，這些孩子被認為遜色於雅利安人種，並被強制絕育。
另一部分是德國在西南非(納米比亞)來自德皇在非洲和美拉尼西亞的殖民地的德國定居者和傳教士的孩子，他們與當地婦女結婚並與他們結婚生子。隨著德國在第一次世界大戰後失去殖民地，其中一些殖民者帶著他們的“混血”家庭回到了德國。

## 歷史
萊茵蘭雜種這術語可以追溯到1919年，協約國部隊佔領了萊茵蘭，產生了一些父系是黑人的非婚生子女，人口大概六百至八百人。
希特勒在《我的奮鬥》中，描述了黑人在歐洲心臟萊茵河污染白色人種的血液。他認為猶太人要為黑人進入萊茵蘭負責，從而降低了白色人種文化和政治水平，使猶太人最終可能佔主導地位。
儘管混血兒人數很少，但納粹決定對萊茵蘭雜種採取特殊措施。1935年紐倫堡法案通過後，異族通婚被禁止。一個特別的“第3號委員會”專門處理萊茵蘭“雜種”的問題，最終，納粹決定根據1933年關於「預防」遺傳性疾病的法律對混血兒進行絕育。
大約800名「混血」兒童被逮捕和絕育。然而，該計劃僅在萊茵蘭進行，其他「混合」德非血統的德國人不受其影響。